# Kovács László (politikus)
Kovács László (Budapest, 1939. július 3. –) szocialista politikus, volt külügyminiszter, az MSZP volt elnöke, az Európai Bizottság volt adó- és vámügyi biztosa, 2010 júliusa és 2012 márciusa között pedig az MSZP alelnöke volt.

## Tanulmányai
1957-ben érettségizett a Petrik Lajos Vegyipari Technikumban, majd 1963-ban felvették a Marx Károly Közgazdaságtudományi Egyetem esti tagozatára, külkereskedelmi szakra, ahol 1968-ban diplomázott. 1976 és 1980 között az MSZMP Politikai Főiskoláján tanult és végzett.

## Rendszerváltás előtti pályafutása
1957 és 1959 között a Medicor Gyárban, majd 1962 és 1966 között a Kőbányai Gyógyszerárugyárban vegyésztechnikusként dolgozott. 1963-ban lépett be az MSZMP-be. 1966-ban átkerült a KISZ Központi Bizottságának nemzetközi osztályához, amelynek 1971 és 1975 között vezetője volt. Közben 1969 és 1971 között Prágában a Nemzetközi Diákszövetség titkára volt. 1975-től 1976-ig az MSZMP Központi Bizottsága külügyi osztályának konzultánsa, 1976 és 1983 között annak alosztályvezetője, 1986-ig osztályvezetője volt. 1986. május 1-jén a Lázár-kormány külügyminiszter-helyettese lett, mely tisztségét a Grósz-kormányban is megtartotta, a Németh-kormányban pedig külügyminisztériumi államtitkár, vagyis Horn Gyula külügyminiszter első helyettese lett. Rövid ideig tagja volt az MSZMP Központi Bizottságának.

## Rendszerváltás utáni pályafutása
1989-ben a Magyar Szocialista Párt alapító tagja lett. 1990-ben beválasztották az elnökségbe, majd 1994-ben párt egyik ügyvivője lett. Az 1990-es országgyűlési választáson pártja országos listájáról szerzett mandátumot. 1993 és 1994 között a külügyi bizottság elnöke. 1994-ben az MSZP Győr-Moson-Sopron megyei területi listájáról jutott be az Országgyűlésbe. Horn Gyula akkori miniszterelnök behívta a kormányába külügyminiszternek. Első külügyminisztersége alatt ilyen minőségében 1994 és 1995 között az EBESZ soros elnöke és alatta zárták le a csatlakozási tárgyalásokat a NATO-hoz. Az 1998-as országgyűlési választás után újra országgyűlési mandátumhoz jutott (Győr-Moson-Sopron megyei területi lista). Az MSZP-frakció vezetője lett és a párt elnökévé választották. Frakcióvezetői posztjáról 2000-ben lemondott. 2002-ben pártja budapesti területi listájáról szerzett mandátumot. Medgyessy Péter kijelölt miniszterelnök újra külügyminiszterré nevezte ki. Külügyminisztersége alatt csatlakozott Magyarország az Európai Unióhoz. 2004-ben rövid ideig az első Gyurcsány-kormány külügyminisztere is volt, de tisztségéről lemondott. 1990-től 2004-ig megszakítás nélkül országgyűlési képviselő volt, amikor is mandátumáról várható uniós biztosi kinevezése miatt lemondott.
2004-ben először a José Manuel Barroso vezette Európai Bizottság energiaügyi biztosának jelölték, de az európai polgári pártok tiltakozása és felmerült energiapolitikai gyengeségei miatt később az adó- és vámügyi biztosi posztot kapta meg. Ekkor a pártelnöki posztról is lemondott.  A ciklus vége alkalmából a biztosok tevékenységét értékelő írás jelent meg a The Economist hetilapban, melynek szerzője szerint a gyengébb teljesítményűek közé sorolt Kovács nem hagyott nyomot maga után Brüsszelben.
Mivel az európai bizottsági megbízatása 2009-ben lejárt, visszatért a hazai belpolitikába, majd a 2010-es országgyűlési választáson az MSZP országos listájáról nyert mandátumot.
2010 júliusában ismét elindult az MSZP tisztújító kongresszusán, ahol alelnökké választották. 2012-ig volt az MSZP alelnöke.

## Személyéhez fűződő viták
2004 áprilisában a MÚOSZ-szal közösen hazugsággal vádolta meg és etikátlannak nevezte az Indexet, amiért egy újságírójuk külön meghívás nélkül („inkognitóban”) részt vett az MSZP egy kampánytréningjén, és cikket írt róla. Az Index visszautasította a vádakat azzal, hogy a cikk minden állítását alá tudják támasztani.

## Családja
1968-ban nősült, felesége Tóth Mária Éva, akitől egy lánya, Dóra (1977–) született. Felesége 2013 februárjában elhunyt. 2015 júliusában újra megnősült. Felesége Lucza Mónika, akitől egy fia (László) született 2011-ben. 2021 tavaszán egészsége miatt különköltözött családjától.[forrás?]

## Kitüntetései
- Munka Érdemrend arany fokozata
- A Magyar Népköztársaság Csillagrendje
- A Magyar Köztársasági Érdemrend középkeresztje a csillaggal (2003)
- Húszéves a Köztársaság díj (2009)[13]